# Аррасате
Аррасате, Мондрагон (баск. Arrasate, ісп. Mondragón, офіційна назва Arrasate/Mondragón) — муніципалітет в Іспанії, у складі автономної спільноти Країна Басків, у провінції Гіпускоа. Населення — 22 064 особи (2009).
Муніципалітет розташований на відстані близько 310 км на північ від Мадрида, 50 км на південний захід від Сан-Себастьяна.
На території муніципалітету розташовані такі населені пункти: (дані про населення за 2009 рік)
- Бедонья: 101 особа
- Гарагарца: 199 осіб
- Гесалібар: 618 осіб
- Аррасате/Мондрагон: 21049 осіб
- Удала: 41 особа
- Меацеррека: 56 осіб

## Демографія
Динаміка населення (INE ):

## Уродженці
- Ігнасіо Кортабаррія (*1950) — відомий у минулому іспанський футболіст, захисник.
- Луїс Лопес Рекарте (*1962) — відомий у минулому іспанський футболіст, захисник.
- Айтор Фернандес Абаріскета (*1991) — іспанський футболіст, воротар, воротар.

## Галерея зображень

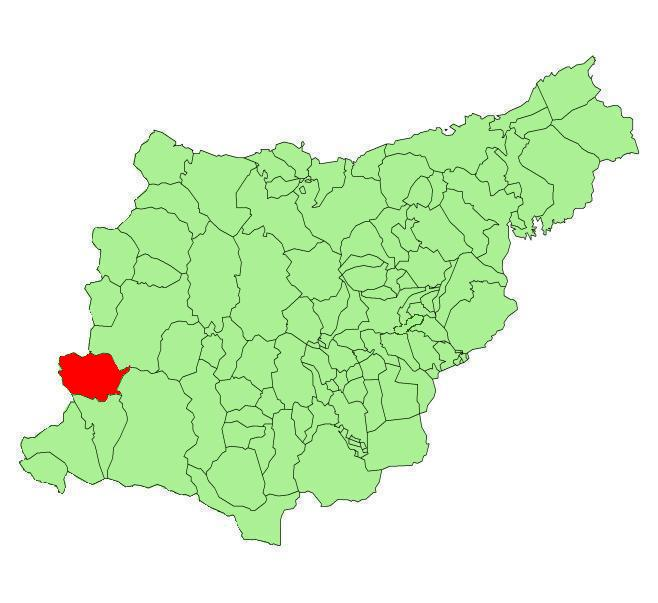
Розташування муніципалітету
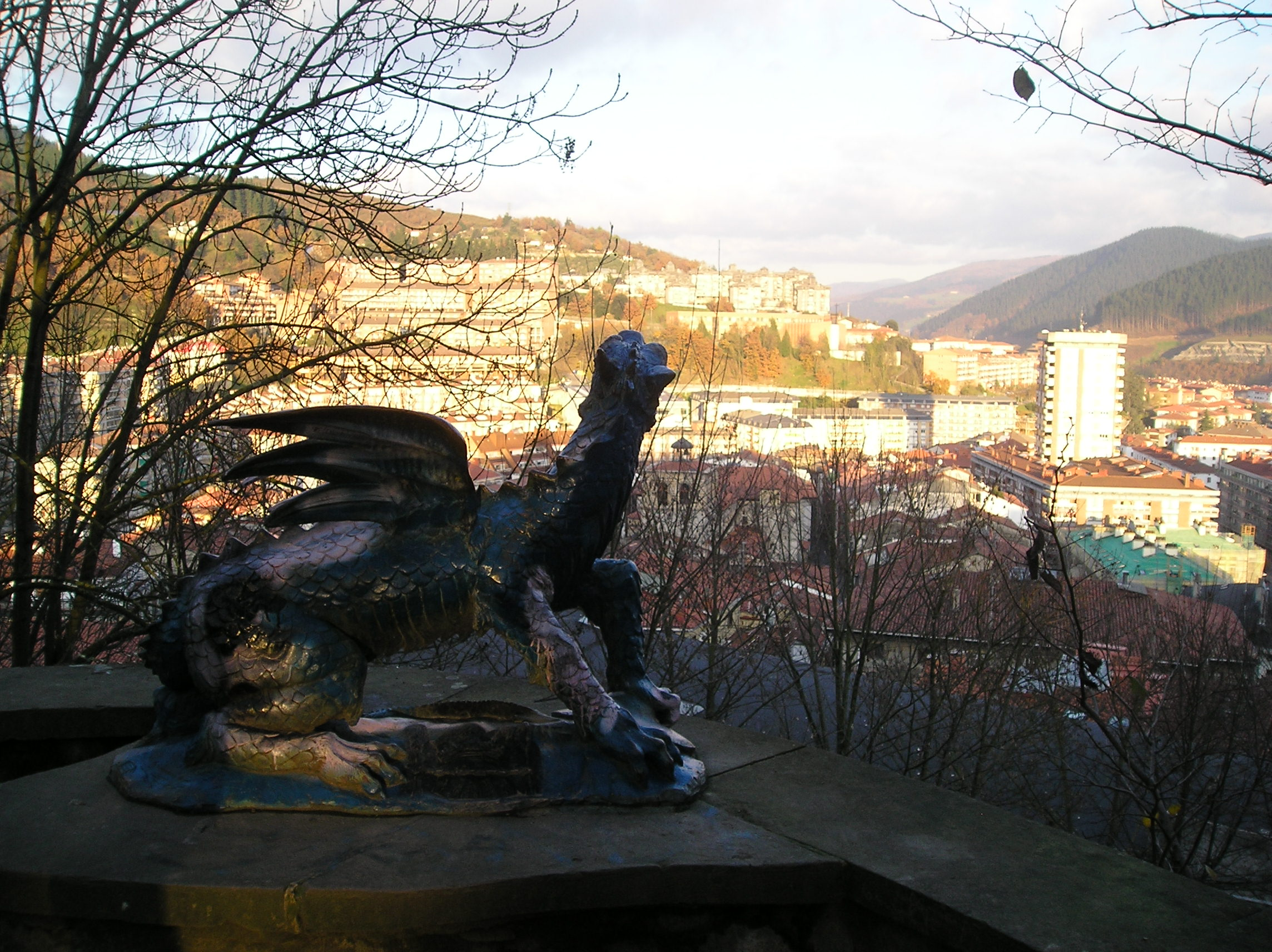
Дракон Аррасате, у парку Санта-Барбара
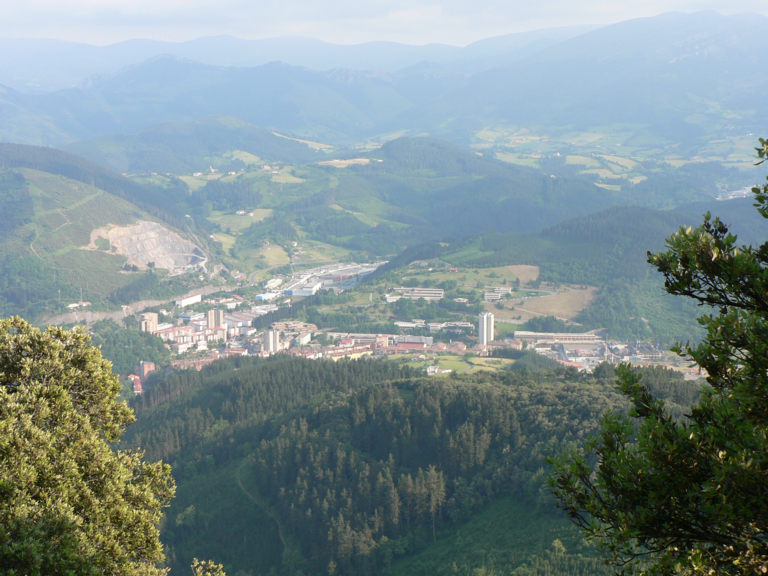
Аррасате з гори Удалайц
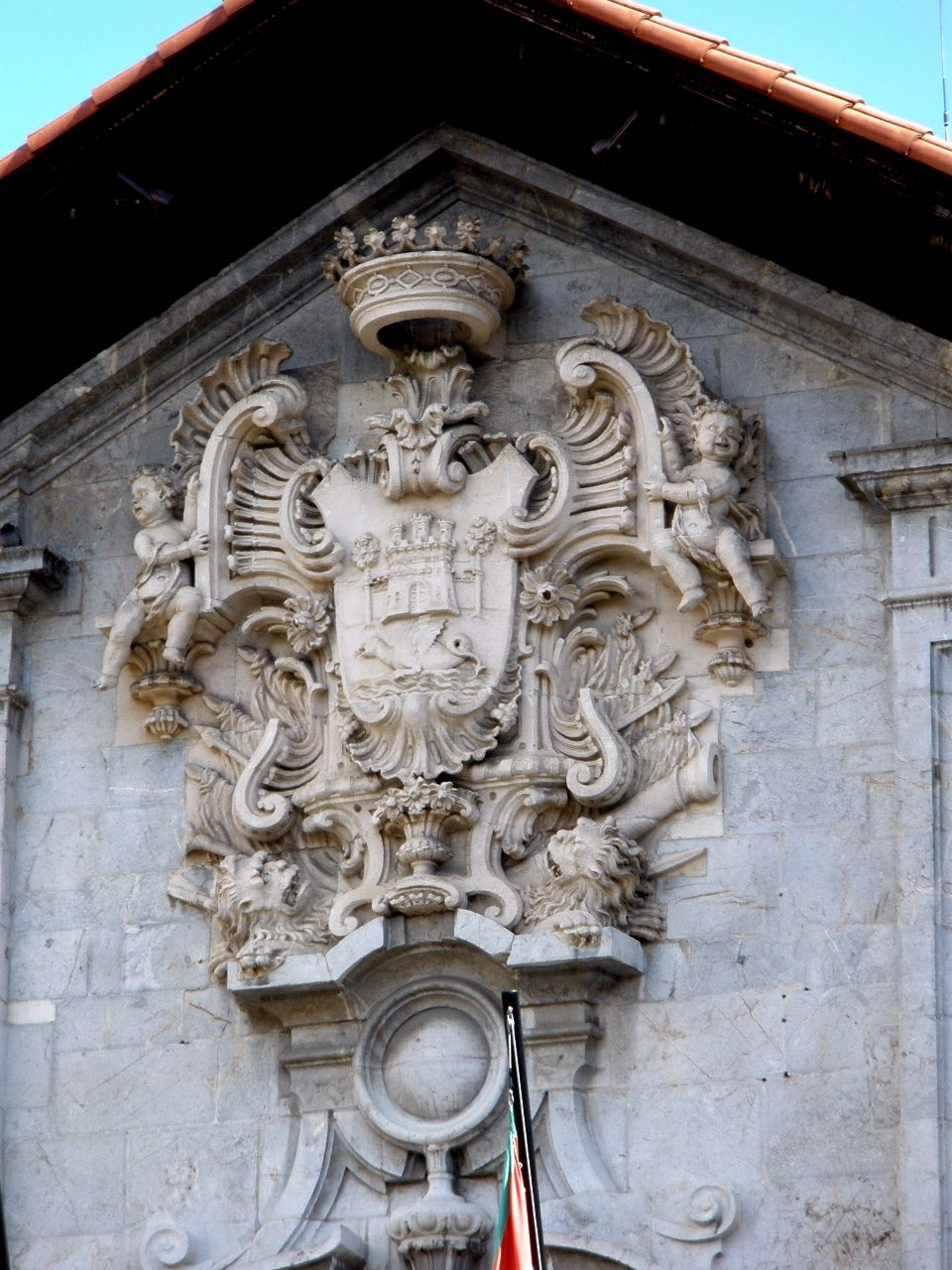
Герб Аррасате на фасаді ратуші
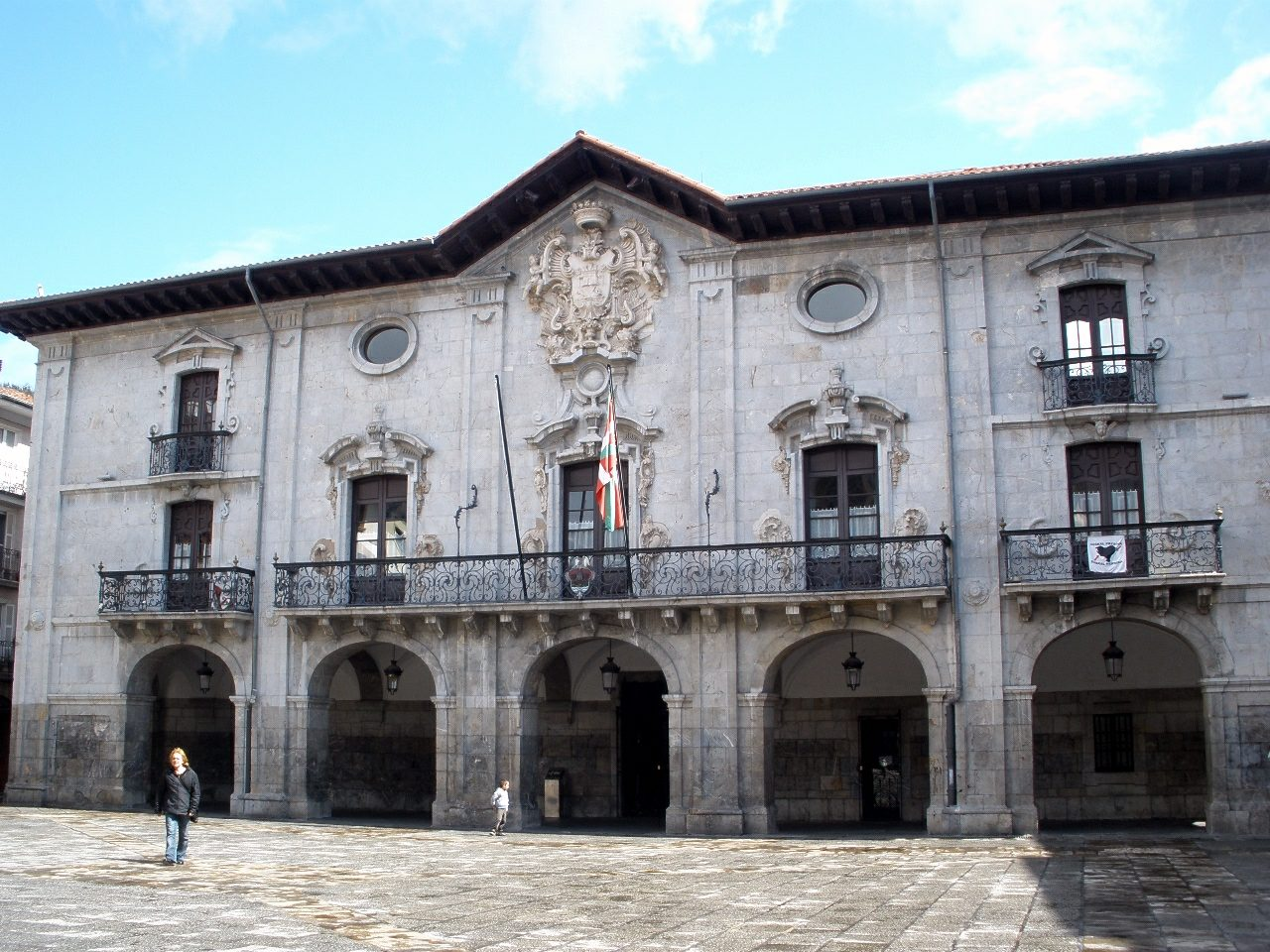
Муніципальна рада
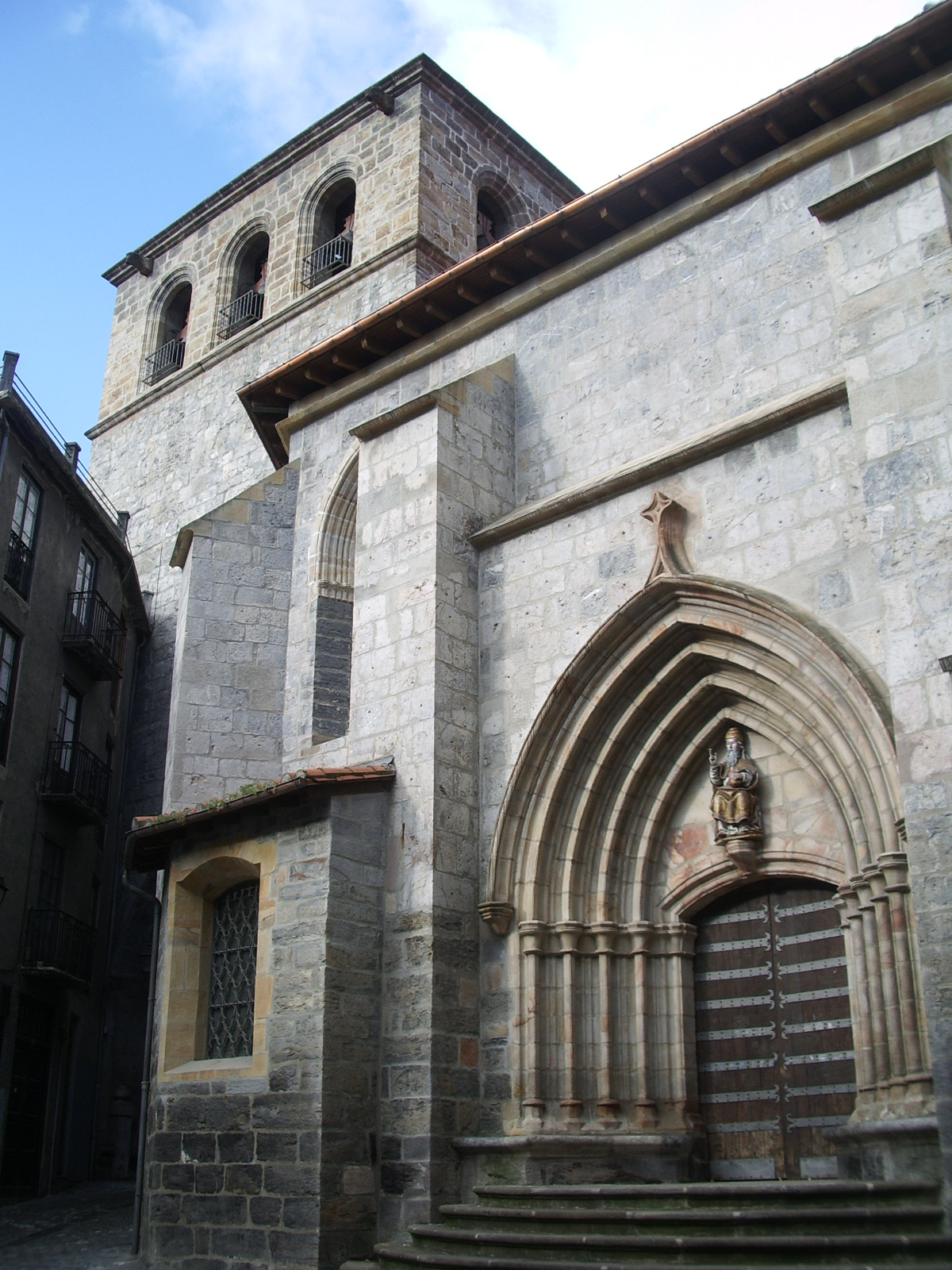
Парафіяльна церква Сан-Хуан-Баутіста
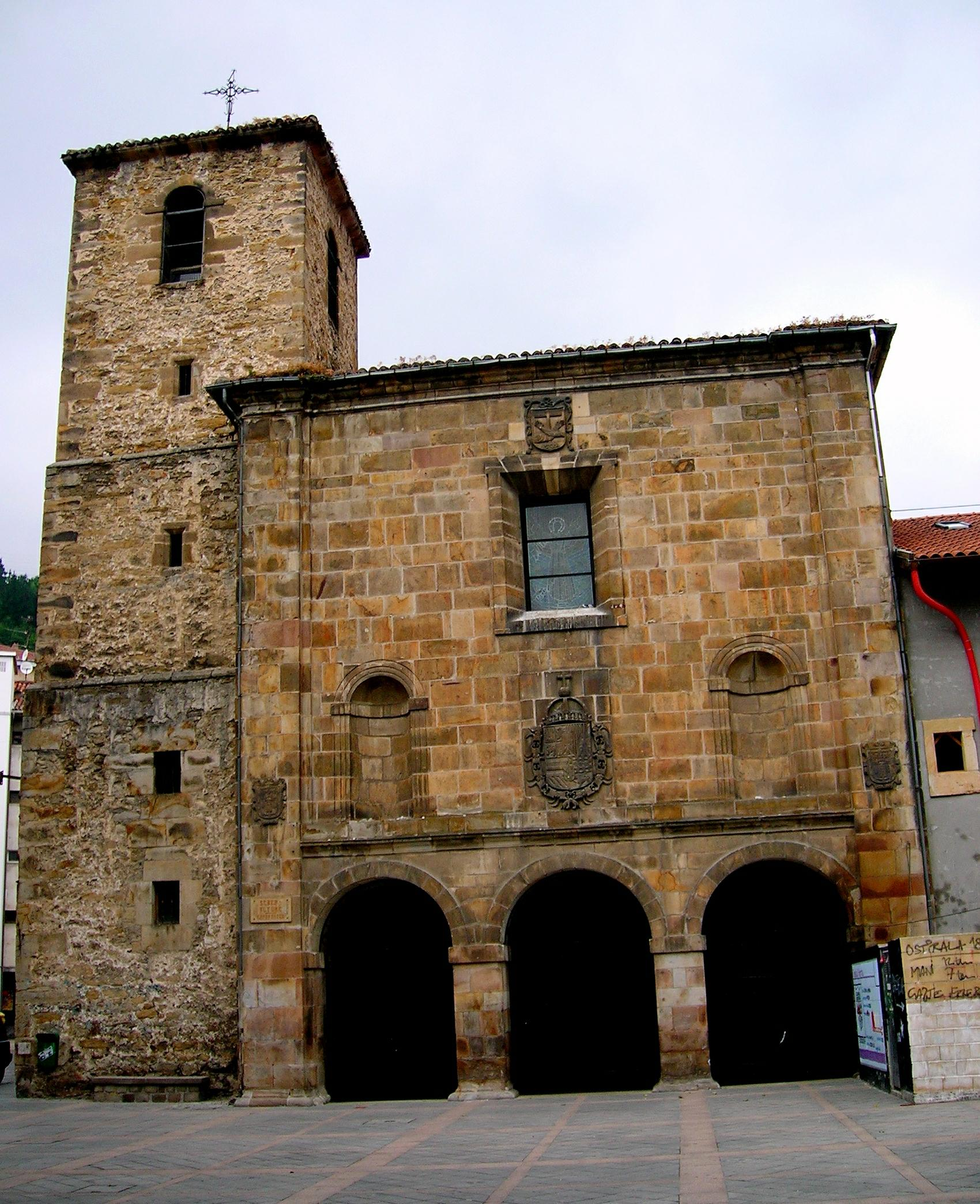
Церква Сан-Франциско